# Toponimia cumană în România
Prezența cumanilor pe teritoriul Moldovei, Țării Românești și în Transilvania, este atestată încă din secolul al XI-lea. Astfel, unele toponime din aceste regiuni au păstrat până astăzi originea lor cumană.

## Toponime
- Bahlui
- Bălăbănești
- Bărăgan
- Băsești
- Bârlad
- Bârsa
- Bucegi
- Bugeac
- Caracal
- Caraiman
- Călan
- Călinești
- Călmățui
- Cătălui
- Cătlăbuga
- Ciuturești
- Coman
- Comandău
- Comani
- Comănești
- Covurlui
- Cozia
- Dărmănești
- Desnățui
- Galați
- Galații Bistriței
- Gălăteni
- Gheorghieni
- Horezu
- Ilișești
- Suhurlui
- Suhuleț
- Tâncăbești
- Tazlău
- Tălmaci
- Tătulești
- Tâncăbești
- Tecuci
- Teleorman
- Telești
- Tezlui
- Tohan
- Tohani
- Urlui
- Urluiu
- Vaslui
- Zagon